# Синго, Вильфрид
Вильфри́д Стефа́н Синго́ (фр. Wilfried Stephane Singo; род. 25 декабря 2000, Урагахио, Го-Джибуа) — ивуарийский футболист, защитник клуба «Монако» и сборной Кот-д’Ивуара. Участник летних Олимпийских игр 2020 в Токио.

## Клубная карьера
Синго — воспитанник клуба Денгуэле. В 2018 году он перешёл в академию итальянского «Торино». 1 августа 2019 года в отборочном поединке Лиги Европы против венгерского «Дебрецена» Вилфред дебютировал за основной состав. 27 июня 2020 года в матче против «Кальяри» он дебютировал в итальянской Серии A. 29 июля в поединке против «Ромы» Вилфред забил свой первый гол за «Торино».
Летом 2023 года Синго перешёл в «Монако». 20 августа в матче против «Страсбура» он дебютировал в Лиге 1. 2 сентября в поединке против «Ланса» Вильфрид забил свой первый гол за «Монако».

## Международная карьера
5 июня 2021 года в товарищеском матче против сборной Буркина-Фасо Синго дебютировал за сборную Кот-д’Ивуара. В том же году Вилфред в составе олимпийской сборной Кот-д’Ивуара принял участие в Олимпийских играх в Токио. На турнире он сыграл в матчах против команд Саудовской Аравии, Бразилии, Германии и Испании.
В 2024 году Синго стал победителем домашнего Кубка Африки. На турнире он сыграл в матчах против сборных Гвинеи-Бисау, Экваториальной Гвинеи, Сенегала, Мали, ДР Конго и дважды Нигерии.

## Достижения
Кот-д’Ивуар
- Победитель Кубка Африки — 2023